# Torben Anton Svendsen
Torben Anton Svendsen, född 17 september 1904 i Köpenhamn, död 18 juni 1980 i samma stad, var en dansk teater- och filmregissör och cellist.

## Utmärkelser
Svendsens film Susanne vann Bodilpriset för bästa danska film 1950.

## Filmografi i urval
- 1950 – Susanne
- 1951 – Flyg med i det blå
- 1952 – To minutter for sent
- 1953 – Sønnen
- 1954 – Det er så yndigt at folges ad
- 1954 – Jan går til filmen
- 1955 – Amor i fara
- 1957 – Jeg elsker dig